# Завод MTBE у Дечжоу
Завод MTBE у Дечжоу — належне компанії Shandong Debaolu виробництво високооктанової паливної присадки — метилтретинного бутилового етеру (MTBE).
Потужність установки Shandong Debaolu становить 250 тисяч тонн MTBE на рік. Це виробництво потребує метанолу та ізобутилену, при цьому останній переважно випускають на тому ж виробничому майданчику за допомогою установку дегідрогенізації ізобутану потужністю 100 тисяч тонн на рік. Її спорудили не пізніше 2015 року разом з установкою ізомеризації бутану потужністю 200 тисяч тонн. Також можливо відзначити, що необхідні для роботи цих виробництв ізобутан та бутан здатний продукувати введений в експлуатацію дещо раніше, у 2013-му, комплекс фракціонування зрідженого нафтового газу потужністю 200 тисяч тонн на рік.